# La Torreta (Canfranc)
La Torreta o Torreta de los fusileros és una torre defensiva al municipi espanyol de Canfranc, al nord de la província d'Osca (Aragó), prop de la frontera amb França. Va ser construïda en 1876 després que s'acabara la carretera entre Saragossa a França per Somport i la seua finalitat era precisament defensar la nova via de comunicació. Es tracta d'un edifici de tres plantes fet amb carreu i amb la teulada de pissarra, declarat bé d'interés cultural.